# Coppa Italia Dilettanti Abruzzo
La Coppa Italia Dilettanti Abruzzo è il massimo torneo calcistico ad eliminazione diretta della regione Abruzzo. La prima edizione venne svolta nella stagione 1991-92, la squadra vincitrice ha diritto a partecipare alla fase nazionale della Coppa Italia Dilettanti.

## Formula
La fase regionale abruzzese della Coppa Italia Dilettanti prevede la partecipazione delle diciotto squadre di Eccellenza; la squadra che vince la Coppa ottiene la qualificazione alla fase nazionale della coppa, alla cui vincitrice spetta la promozione in Serie D.

Il primo turno si articola in sei triangolari in cui la vincente accede al turno successivo; le squadre qualificate vengono divise in due gironi da tre club; le due prime classificate sono le due finaliste. La finale si svolge in campo neutro e solitamente viene giocata fra i mesi di gennaio e febbraio.

## Albo d'oro
| Edizione        | Vincitore                                             | Vincitore                                             | Secondo posto                                         | Dettagli finale                                       | Dettagli finale                                       | Dettagli finale                                       | Fase nazionale   |
| Edizione        | Ritratto                                              | Squadra                                               | Secondo posto                                         | Luogo                                                 | Data                                                  | Risultato                                             | Fase nazionale   |
| --------------- | ----------------------------------------------------- | ----------------------------------------------------- | ----------------------------------------------------- | ----------------------------------------------------- | ----------------------------------------------------- | ----------------------------------------------------- | ---------------- |
| 1991-1992 (1ª)  |                                                       | Bellante (1º titolo)                                  | n.d.                                                  | -                                                     | -                                                     | -                                                     | -                |
| 1992-1993 (2ª)  |                                                       | Pianella (1º titolo)                                  | Mosciano                                              | -                                                     | -                                                     | -                                                     | -                |
| 1993-1994 (3ª)  |                                                       | Paganica (1º titolo)                                  | n.d.                                                  | -                                                     | -                                                     | -                                                     | Quarti di finale |
| 1994-1995 (4ª)  |                                                       | Rosetana (1º titolo)                                  | n.d.                                                  | -                                                     | -                                                     | -                                                     | 1º turno         |
| 1995-1996 (5ª)  |                                                       | Celano (1º titolo)                                    | n.d.                                                  | -                                                     | -                                                     | -                                                     | 1º turno         |
| 1996-1997 (6ª)  |                                                       | Luco dei Marsi (1º titolo)                            | Penne                                                 | -                                                     | -                                                     | -                                                     | Semifinale       |
| 1997-1998 (7ª)  |                                                       | Lanciano (1º titolo)                                  | Pro Vasto                                             | -                                                     | -                                                     | -                                                     | Semifinale       |
| 1998-1999 (8ª)  |                                                       | Notaresco (1º titolo)                                 | Pro Vasto                                             | Vasto (CH)                                            | 28 gennaio 1999                                       | 2-2                                                   | 1º turno         |
| 1998-1999 (8ª)  | Notaresco (TE)                                        | Notaresco (1º titolo)                                 | Pro Vasto                                             | 3 marzo 1999                                          | 2-1                                                   |                                                       | 1º turno         |
| 1999-2000 (9ª)  |                                                       | Celano (2º titolo)                                    | n.d.                                                  | -                                                     | -                                                     | -                                                     | Quarti di finale |
| 2000-2001 (10ª) |                                                       | Notaresco (2º titolo)                                 | Montesilvano                                          | -                                                     | -                                                     | -                                                     | 1º turno         |
| 2001-2002 (11ª) |                                                       | Rosetana (2º titolo)                                  | n.d.                                                  | -                                                     | -                                                     | -                                                     | 1º turno         |
| 2002-2003 (12ª) |                                                       | Celano (3º titolo)                                    | n.d.                                                  | -                                                     | -                                                     | -                                                     | 1º turno         |
| 2003-2004 (13ª) |                                                       | Francavilla (1º titolo)                               | Penne                                                 | Penne (PE)                                            | 11 febbraio 2004                                      | 2-0                                                   | Semifinale       |
| 2003-2004 (13ª) | Francavilla al Mare (CH)                              | Francavilla (1º titolo)                               | Penne                                                 | 25 febbraio 2004                                      | 0-1                                                   |                                                       | Semifinale       |
| 2004-2005 (14ª) |                                                       | Montesilvano (1º titolo)                              | Penne                                                 | Penne (PE)                                            | 9 febbraio 2005                                       | 2-0                                                   | 1º turno         |
| 2004-2005 (14ª) | Montesilvano (PE)                                     | Montesilvano (1º titolo)                              | Penne                                                 | 23 febbraio 2005                                      | 1-0                                                   |                                                       | 1º turno         |
| 2005-2006 (15ª) |                                                       | Pianella (2º titolo)                                  | Notaresco                                             | Francavilla al Mare (CH)                              | 15 febbraio 2006                                      | 1-0                                                   | 1º turno         |
| 2006-2007 (16ª) |                                                       | L'Aquila (1º titolo)                                  | Guardiagrele                                          | Roseto degli Abruzzi (TE)                             | 21 febbraio 2007                                      | 3-1                                                   | Quarti di finale |
| 2007-2008 (17ª) |                                                       | Atessa (1º titolo)                                    | L'Aquila                                              | Notaresco (TE)                                        | 20 febbraio 2008                                      | 1-0                                                   | 1º turno         |
| 2008-2009 (18ª) |                                                       | L'Aquila (2º titolo)                                  | Miglianico                                            | Roseto degli Abruzzi (TE)                             | 25 febbraio 2009                                      | 2-0                                                   | Quarti di finale |
| 2009-2010 (19ª) |                                                       | SPAL Lanciano (1º titolo)                             | Teramo                                                | Città Sant'Angelo (PE)                                | 17 febbraio 2010                                      | 1-0                                                   | 1º turno         |
| 2010-2011 (20ª) |                                                       | Casalincontrada 2002 (1º titolo)                      | Cologna Paese                                         | Martinsicuro (TE)                                     | 2 febbraio 2011                                       | 2-1                                                   | 1º turno         |
| 2011-2012 (21ª) |                                                       | Sulmona (1º titolo)                                   | Rosetana                                              | Francavilla al Mare (CH)                              | 1º febbraio 2011                                      | 4-1                                                   | 1º turno         |
| 2012-2013 (22ª) |                                                       | Casalincontrada 2002 (2º titolo)                      | Sulmona                                               | Francavilla al Mare (CH)                              | 30 gennaio 2013                                       | 5-4 (dcr)                                             | Semifinale       |
| 2013-2014 (23ª) |                                                       | Avezzano (1º titolo)                                  | San Nicolò                                            | Scoppito (AQ)                                         | 29 gennaio 2014                                       | 1-0                                                   | 1º turno         |
| 2014-2015 (24ª) |                                                       | Angolana (1º titolo)                                  | San Salvo                                             | Ortona (CH)                                           | 21 gennaio 2015                                       | 5-4 (dcr)                                             | Quarti di finale |
| 2015-2016 (25ª) |                                                       | San Salvo (1º titolo)                                 | Pineto                                                | Ortona (CH)                                           | 3 gennaio 2016                                        | 2-1                                                   | 1º turno         |
| 2016-2017 (26ª) |                                                       | Paterno (1º titolo)                                   | Martinsicuro                                          | Ortona (CH)                                           | 8 febbraio 2017                                       | 1-0 (dts)                                             | Semifinale       |
| 2017-2018 (27ª) |                                                       | Giulianova (1º titolo)                                | Chieti                                                | Città Sant'Angelo (PE)                                | 7 febbraio 2018                                       | 4-3 (dcr)                                             | Quarti di finale |
| 2018-2019 (28ª) |                                                       | Amiternina (1º titolo)                                | Chieti                                                | Silvi Marina (TE)                                     | 6 febbraio 2019                                       | 2-0                                                   | 1º turno         |
| 2019-2020 (28ª) |                                                       | Torrese (1º titolo)                                   | Castelnuovo Vomano                                    | Teramo                                                | 12 febbraio 2020                                      | 6-5 (dcr)                                             | Semifinale       |
| 2020-2021       | Edizione annullata a causa della pandemia di COVID-19 | Edizione annullata a causa della pandemia di COVID-19 | Edizione annullata a causa della pandemia di COVID-19 | Edizione annullata a causa della pandemia di COVID-19 | Edizione annullata a causa della pandemia di COVID-19 | Edizione annullata a causa della pandemia di COVID-19 |                  |
| 2021-2022 (29ª) |                                                       | L'Aquila (3º titolo)                                  | Sambuceto                                             | Giulianova (TE)                                       | 16 febbraio 2022                                      | 1-0                                                   | 1º turno         |
| 2022-2023 (30ª) |                                                       | Sambuceto (1º titolo)                                 | L'Aquila                                              | Sulmona (AQ)                                          | 1 febbraio 2023                                       | 7-5 (dcr)                                             | 1º turno         |
| 2023-2024 (31ª) |                                                       | Teramo (1º titolo)                                    | Giulianova                                            | Teramo                                                | 17 gennaio 2024                                       | 9-8 (dcr)                                             | Semifinale       |
| 2024-2025 (32ª) |                                                       | Giulianova (2º titolo)                                | Castelnuovo Vomano                                    | Roseto degli Abruzzi (TE)                             | 5 febbraio 2025                                       | 2-0                                                   | Semifinale       |

## Titoli per squadra
Statistiche aggiornate all'edizione 2024-2025.
| Squadra              | Vittorie | Secondi posti | Finali disputate | Anni vittorie                   |
| -------------------- | -------- | ------------- | ---------------- | ------------------------------- |
| L'Aquila             | 3        | 2             | 5                | 2006-2007, 2008-2009, 2021-2022 |
| Celano               | 3        | 0             | 3                | 1995-1996, 1999-2000, 2002-2003 |
| Notaresco            | 2        | 1             | 3                | 1998-1999, 2000-2001            |
| Rosetana             | 2        | 1             | 3                | 1994-1995, 2001-2002            |
| Giulianova           | 2        | 1             | 3                | 2017-2018, 2024-2025            |
| Pianella             | 2        | 0             | 2                | 1992-1993, 2005-2006            |
| Casalincontrada 2002 | 2        | 0             | 2                | 2010-2011, 2012-2013            |
| Sulmona              | 1        | 1             | 2                | 2011-2012                       |
| San Salvo            | 1        | 1             | 2                | 2015-2016                       |
| Sambuceto            | 1        | 1             | 2                | 2022-2023                       |
| Teramo               | 1        | 1             | 2                | 2023-2024                       |
| Bellante             | 1        | 0             | 1                | 1991-1992                       |
| Paganica             | 1        | 0             | 1                | 1993-1994                       |
| Luco dei Marsi       | 1        | 0             | 1                | 1996-1997                       |
| Lanciano             | 1        | 0             | 1                | 1997-1998                       |
| Francavilla          | 1        | 0             | 1                | 2003-2004                       |
| Montesilvano         | 1        | 0             | 1                | 2004-2005                       |
| Atessa               | 1        | 0             | 1                | 2007-2008                       |
| SPAL Lanciano        | 1        | 0             | 1                | 2009-2010                       |
| Avezzano             | 1        | 0             | 1                | 2013-2014                       |
| Angolana             | 1        | 0             | 1                | 2014-2015                       |
| Paterno              | 1        | 0             | 1                | 2016-2017                       |
| Amiternina           | 1        | 0             | 1                | 2018-2019                       |
| Torrese              | 1        | 0             | 1                | 2019-2020                       |
| Penne                | 0        | 3             | 3                | -                               |
| Chieti               | 0        | 2             | 2                | -                               |
| Castelnuovo Vomano   | 0        | 2             | 2                | -                               |
| Mosciano             | 0        | 1             | 1                | -                               |
| Pro Vasto            | 0        | 1             | 1                | -                               |
| Guardiagrele         | 0        | 1             | 1                | -                               |
| Miglianico           | 0        | 1             | 1                | -                               |
| Cologna Paese        | 0        | 1             | 1                | -                               |
| San Nicolò           | 0        | 1             | 1                | -                               |
| Pineto               | 0        | 1             | 1                | -                               |
| Martinsicuro         | 0        | 1             | 1                | -                               |

## Risultati nella fase nazionale
Nessuna squadra abruzzese è mai riuscita a raggiungere la finale della coppa nazionale, ma in ben sette occasioni le rappresentanti dell'Abruzzo sono arrivate fino alle semifinali, dalle quali sono uscite sempre sconfitte, cinque volte contro compagini pugliesi e due volte contro squadre siciliane.
| Stagione e rappresentante Abruzzo | 1º turno                                           | Quarti                                       | Semifinali                                   | Finale                                       |                                              |
| --------------------------------- | -------------------------------------------------- | -------------------------------------------- | -------------------------------------------- | -------------------------------------------- | -------------------------------------------- |
| 1991-92 - Bellante                | ?                                                  |                                              |                                              |                                              |                                              |
| 1992-93 - Pianella                | ?                                                  |                                              |                                              |                                              |                                              |
| 1993-94 - Paganica                | Turris Santa Croce 7-1 e 2-0                       | Alcamo 0-2 San Severo 1-1                    |                                              |                                              |                                              |
| 1994-95 - Rosetana                | Vigor Acquapendente 0-0 e 1-2                      |                                              |                                              |                                              |                                              |
| 1995-96 - Celano                  | Angri 0-1 e 1-0 (4-5 dcr)                          |                                              |                                              |                                              |                                              |
| 1996-97 - Luco dei Marsi          | Fortitudo Nepi 3-1 Campobasso 1-1                  | Boys Caivanese 0-0 e 0-0 (5-4 dcr)           | Noicattaro 1-1 e 0-1                         |                                              |                                              |
| 1997-98 - Lanciano                | Isernia 2-0 Sorrento 2-0                           | Aprilia 1-0 e 1-1                            | Squinzano 2-1 e 0-2                          |                                              |                                              |
| 1998-99 - Notaresco               | Camerino 3-2 Todi 2-2                              |                                              |                                              |                                              |                                              |
| 1999-00 - Celano                  | Cesi 1-0 e 3-3                                     | Ercolanese 0-1 e 0-0                         |                                              |                                              |                                              |
| 2000-01 - Notaresco               | Sancta Juxta Palata 0-2 e 1-0                      |                                              |                                              |                                              |                                              |
| 2001-02 - Rosetana                | Nettuno 4-0 Montenero 0-1                          |                                              |                                              |                                              |                                              |
| 2002-03 - Celano                  | Bojano 0-0 e 1-1                                   |                                              |                                              |                                              |                                              |
| 2003-04 - Francavilla             | Montenero 1-1 e 2-0                                | Cannara 2-1 e 1-1                            | San Paolo Bari 2-1 e 0-1                     |                                              |                                              |
| 2004-05 - Montesilvano            | Alba Durazzano Sant'Agata 0-3 Nuovo Campobasso 0-1 |                                              |                                              |                                              |                                              |
| 2005-06 - Pianella                | Pontevecchio 0-3 e 4-4                             |                                              |                                              |                                              |                                              |
| 2006-07 - L'Aquila                | Sesto Campano 2-0 e 2-2                            | Castelsardo 2-0 e 1-4                        |                                              |                                              |                                              |
| 2007-08 - Atessa                  | Atletico Trivento 0-0 e 1-2                        |                                              |                                              |                                              |                                              |
| 2008-09 - L'Aquila                | Termoli 1-1 e 2-0                                  | Pomezia 0-3 e 0-3                            |                                              |                                              |                                              |
| 2009-10 - SPAL Lanciano           | Capriatese 1-1 e 0-2                               |                                              |                                              |                                              |                                              |
| 2010-11 - Casalincontrada 2002    | Real Isernia 0-2 e 1-1                             |                                              |                                              |                                              |                                              |
| 2011-12 - Sulmona                 | Termoli 0-0 e 1-1                                  |                                              |                                              |                                              |                                              |
| 2012-13 - Casalincontrada 2002    | Turris Santa Croce 0-1 e 2-0                       | Muravera 1-0 e 2-0                           | Audace Cerignola 0-1 e 1-3                   |                                              |                                              |
| 2013-14 - Avezzano                | Campobasso 0-1 e 0-0                               |                                              |                                              |                                              |                                              |
| 2014-15 - R.C. Angolana           | Isernia 2-0 e 1-0                                  | Lanusei 0-2 e 1-0                            |                                              |                                              |                                              |
| 2015-16 - San Salvo               | Vastogirardi 0-0 e 1-1                             |                                              |                                              |                                              |                                              |
| 2016-17 - Paterno                 | Macchia 4-1 e 0-0                                  | Tortolì 4-4 e 3-1                            | Troina 0-1 e 1-1                             |                                              |                                              |
| 2017-18 - Real Giulianova         | Vastogirardi 2-1 e 1-1                             | UniPomezia 0-3 e 2-0                         |                                              |                                              |                                              |
| 2018-19 - Amiternina              | Tre Pini Matese 1-1 e 0-1                          |                                              |                                              |                                              |                                              |
| 2019-20 - Torrese                 | Tre Pini Matese 2-0 e 2-1                          | Real Monterotondo Scalo                      |                                              |                                              |                                              |
| 2020-21                           | Annullata a causa della pandemia di COVID-19       | Annullata a causa della pandemia di COVID-19 | Annullata a causa della pandemia di COVID-19 | Annullata a causa della pandemia di COVID-19 | Annullata a causa della pandemia di COVID-19 |
| 2021-22 - L'Aquila                | Isernia S. L. 0-1 e 1-0 (7-8 dtr)                  |                                              |                                              |                                              |                                              |
| 2022-23 - Sambuceto               | Campobasso 0-0 e 0-1                               |                                              |                                              |                                              |                                              |
| 2023-24 - Città di Teramo         | Aurora Alto Casertano 2-0 e 3-1                    | Terracina 1-1 e 3-1                          | Paternò 2-1 e 0-2                            |                                              |                                              |
| 2024-25 - Giulianova              | Venafro 0-0 e 1-0                                  | Montespaccato 1-0 e 2-1                      | Barletta 1-1 e 2-2 (3-4 dtr)                 |                                              |                                              |

## Bilancio nelle partite extraregionali
Nella tabella sottostante è indicato il bilancio complessivo delle squadre abruzzesi con i club delle altre regioni d'Italia nel corso delle fasi nazionali della Coppa Italia Dilettanti.
Saldo: : positivo; : neutro; : negativo.
| Squadra               | G  | VC | PC | SC | VF | PF | SF | VT | PT | ST | GF | GS | Saldo |
| --------------------- | -- | -- | -- | -- | -- | -- | -- | -- | -- | -- | -- | -- | ----- |
| Basilicata            | 0  | 0  | 0  | 0  | 0  | 0  | 0  | 0  | 0  | 0  | 0  | 0  |       |
| Calabria              | 0  | 0  | 0  | 0  | 0  | 0  | 0  | 0  | 0  | 0  | 0  | 0  |       |
| Campania              | 8  | 2  | 2  | 0  | 0  | 1  | 3  | 2  | 3  | 3  | 3  | 5  |       |
| Emilia-Romagna        | 0  | 0  | 0  | 0  | 0  | 0  | 0  | 0  | 0  | 0  | 0  | 0  |       |
| Friuli-Venezia Giulia | 0  | 0  | 0  | 0  | 0  | 0  | 0  | 0  | 0  | 0  | 0  | 0  |       |
| Lazio                 | 12 | 6  | 1  | 0  | 1  | 2  | 2  | 7  | 3  | 2  | 19 | 10 |       |
| Lombardia             | 0  | 0  | 0  | 0  | 0  | 0  | 0  | 0  | 0  | 0  | 0  | 0  |       |
| Marche                | 1  | 0  | 0  | 0  | 1  | 0  | 0  | 1  | 0  | 0  | 3  | 2  |       |
| Molise                | 48 | 11 | 9  | 3  | 7  | 10 | 8  | 18 | 19 | 11 | 53 | 32 |       |
| Piemonte              | 0  | 0  | 0  | 0  | 0  | 0  | 0  | 0  | 0  | 0  | 0  | 0  |       |
| Puglia                | 9  | 1  | 3  | 1  | 0  | 1  | 3  | 1  | 4  | 4  | 8  | 13 |       |
| Sardegna              | 8  | 4  | 0  | 0  | 1  | 1  | 2  | 5  | 1  | 2  | 14 | 11 |       |
| Sicilia               | 5  | 1  | 0  | 1  | 0  | 1  | 2  | 1  | 1  | 3  | 3  | 7  |       |
| Toscana               | 0  | 0  | 0  | 0  | 0  | 0  | 0  | 0  | 0  | 0  | 0  | 0  |       |
| Trentino-Alto Adige   | 0  | 0  | 0  | 0  | 0  | 0  | 0  | 0  | 0  | 0  | 0  | 0  |       |
| Umbria                | 5  | 1  | 2  | 0  | 0  | 1  | 1  | 1  | 3  | 1  | 10 | 12 |       |
| Valle d'Aosta         | 0  | 0  | 0  | 0  | 0  | 0  | 0  | 0  | 0  | 0  | 0  | 0  |       |
| Veneto                | 0  | 0  | 0  | 0  | 0  | 0  | 0  | 0  | 0  | 0  | 0  | 0  |       |